# Capilla del Retiro
La Capilla del Retiro en Auco, obra de la oficina Undurraga + Devés, fue la obra ganadora de la V Versión del Premio Internazionale di Architettura Sacra. Se une a las obras más destacadas de la arquitectura religiosa contemporánea, proyectos donde el delicado manejo de la luz y la materia son un común denominador.

## Ubicación
En el Valle de los Andes, 70 km al norte de Santiago de Chile, se ubica el Santuario de Santa Teresa de Los Andes junto al Monasterio Carmelita de Auco. En los márgenes de este conjunto, y en la base del Monte Carmelo, se construyó La Capilla del Retiro junto a la casa de huéspedes del complejo. 
Esta capilla se levanta como afirmación de la extraordinaria geografía que rodea al conjunto, sin por ello dejar de reconocer los ejes establecidos por el conjunto de edificaciones preexistentes.

## Característica Generales
También conocida como la Capilla Auco, es una obra del arquitecto Cristián Undurraga, quien se hizo cargo del proyecto luego de ganar un concurso convocado por la Casa de la Espiritualidad del Monasterio Carmelita de Auco. Este es su segundo edificio religioso, siendo el primero el Santuario de San Alberto Hurtado, en Santiago.
Esta capilla fue concebida como un lugar de recogimiento para la oración presentando un diseño sencillo para favorecer el silencio propio del retiro espiritual, y toma los temas propios de la tradición católica en la construcción de iglesias, como la planta en cruz, y una expresión metafísica en el interior que está dada por un gran volumen de madera que parece flotar al quedar ocultos los apoyos que lo sustentan. Se obtiene así un resultado nuevo pero fundado en la tradición.
Esta obra se construye por medio de dos acciones: excavar y cubrir. El acceso se hace a través de una grieta que penetra en el terreno hasta llegar al espacio interior, cerrado a través de un ejercicio de economía formal en el que cuatro grandes vigas de hormigón se cruzan perpendicularmente.

## Exterior
El cuidado por el paisaje se vislumbra en esta obra por medio de la simpleza, ya que aquí la arquitectura eclesiástica clásica es expresada en un volumen de estricta economía forma, surgido del cruzamiento de cuatro vigas que forman una cruz, evocando la tradición católica de iglesia cruciforme, además del mínimo apoyo estructural posible que le permite estar por sobre el suelo. De esta manera, el visitante que observa el escenario desde lejos advierte una masa de hormigón blanco que apenas se sostiene por sobre el suelo árido.

## Interior
Para que existiera un contraste entre la magnitud del entorno geográfico y la estructura, se propuso un pequeño espacio interior formado por una caja de madera reciclada de las antiguas líneas de ferrocarril, donde esta cuelga de la estructura de hormigón y se despliega 2 metros más abajo de las vigas que la sostienen, de esta forma limita la visión del exterior. Este volumen, que parece levitar sobre el terreno, hace referencia a la dimensión espiritual que el espacio interior exige.